# 索拉森嶺
71°25′S 10°0′W / 71.417°S 10.000°W
索拉森嶺（英語：Søråsen Ridge）是南極洲的山嶺，位於毛德皇后地，分隔夸爾冰架和埃克斯特倫冰架，該山嶺由冰雪所覆蓋，由1949至1952年的探險隊命名。